# William Bonner
William Bonner, de son vrai nom William Bonemer Júnior, né le 16 novembre 1963 à São Paulo, est un journaliste brésilien. Il présente le JN, journal télévisé du soir de la principale chaîne de télévision brésilienne Rede Globo, depuis 1996.

## Biographie
Il a commencé sa carrière à la télévision brésilienne en 1985, sur TV Bandeirantes São Paulo, station de São Paulo du réseau de télévision Bandeirantes. En 1986, la station TV Globo São Paulo du réseau concurrent Rede Globo le débauche; il y présente le journal de la station, le SPTV. 
À partir de 1989, il présente le magazine d'information dominical Fantástico. Il s'installe l'année suivante à Rio de Janeiro; il présente de 1989 à 1993 le Jornal da Globo, en collaboration avec Fátima Bernardes avec qui il se marie en 1990, le Jornal Hoje de 1994 à 1996, et depuis 1996 le Jornal Nacional ou JN.
Il est l'auteur de Jornal Nacional: Modo de Fazer, paru en septembre 2009 à l'occasion des 40 ans du JN, dans lequel il dévoile et décrit les coulisses de la préparation du journal télévisé. Selon le classement du magazine brésilien Veja, il a été l'un des best-sellers de l'année 2009 au Brésil.

## Émissions télévisées
- 1986-1989 : SPTV
- 1988-1990 : Fantástico
- 1989-1993 : Jornal da Globo
- 1994-1996 : Jornal Hoje
- depuis 1996 : Jornal Nacional

## Écrits
- Jornal Nacional: Modo de Fazer, Éditions Globo, 2009,  (ISBN 978-8525047243)